# Фоллз (округ, Техас)
Шаблон:StateAbbr_ 31°16′ пн. ш. 96°56′ зх. д. / 31.26° пн. ш. 96.93° зх. д.
Округ Фоллз (англ. Falls County) — округ (графство) у штаті Техас, США. Ідентифікатор округу 48145.

## Історія
Округ утворений 1850 року.

## Демографія
За даними перепису 2000 року загальне населення округу становило 18576 осіб, зокрема міського населення було 7967, а сільського — 10609. Серед мешканців округу чоловіків було 8577, а жінок — 9999. В окрузі було 6496 домогосподарств, 4410 родин, які мешкали в 7658 будинках. Середній розмір родини становив 3,15.
Віковий розподіл населення поданий у таблиці:
| Стать    | До 15 років | 15-21 | 22-29 | 30-39 | 40-49 | 50-65 | 65-85 | Понад 85 |
| -------- | ----------- | ----- | ----- | ----- | ----- | ----- | ----- | -------- |
| Чоловіки | 2148        | 1144  | 589   | 999   | 1158  | 1246  | 1145  | 148      |
| Жінки    | 1833        | 985   | 1014  | 1511  | 1409  | 1407  | 1529  | 311      |

## Суміжні округи
- Лаймстоун — північний схід
- Робертсон — південний схід
- Майлем — південь
- Белл — південний захід
- Макленнан — північний захід

## Виноски
1. ↑  U.S. Decennial Census. United States Census Bureau. Архів оригіналу за 26 квітня 2015. Процитовано 26 квітня 2015.
2. ↑  Texas Almanac: Population History of Counties from 1850–2010 (PDF). Texas Almanac. Процитовано 26 квітня 2015.
3. ↑  State & County QuickFacts. United States Census Bureau. Архів оригіналу за 18 жовтня 2011. Процитовано 16 грудня 2013. [Архівовано 2011-10-18 у Wayback Machine.](англ.) Наведено за англійською вікіпедією.
4. ↑  American FactFinder. Бюро перепису населення США. Архів оригіналу за 26 лютого 2012. Процитовано 31 січня 2008. [Архівовано 2008-05-21 у Wayback Machine.]

| США | Це незавершена стаття з географії США. Ви можете допомогти проєкту, виправивши або дописавши її. |